# Островский, Радослав Казимирович
Радосла́в Казими́рович Остро́вский (бел. Радаслаў Казіміравіч Астроўскі, пол. Radosław Ostrowski; 25 октября 1887, д. Заполье, Слуцкий уезд, Минская губерния, Российская империя — 17 октября 1976, Бентон-Харбор, штат Мичиган, США) — белорусский политический деятель, министр просвещения Белорусского Государства. В годы Великой Отечественной войны во время немецкой оккупации активно сотрудничал с немецкой оккупационной администрацией, стал Президентом новосозданной марионеточной Белорусской центральной рады. После войны активный участник белорусской эмиграции, занимал пост президента Белорусской центральной рады с 1943 года до самой своей смерти (с перерывом с 1962 года по 1974).

## Начало жизни
Родился 25 октября 1887 в деревне Заполье Слуцкого уезда Минской губернии (ныне Клецкий район, Минская область, Республика Беларусь). Происхождением — из семьи помещика, владевшего имениями под Слуцком. Учился в Слуцкой гимназии, но был исключён за участие в российской революции 1905—1907 годов. В 1908 году поступил на математический факультет Санкт-Петербургского университета. В 1911 году арестован за участие в студенческих волнениях. Находился в тюрьмах Санкт-Петербурга и Пскова. После выхода на свободу восстановился в университете, позже перевёлся в Тартуский университет, где окончил физико-математический факультет.
Работал учителем в Ченстохове (Польша) и в Минске. С 1915 по 1917 годы преподавал в Минском учительском институте. После Февральской революции 1917 года был комиссаром Временного правительства Слуцкого уезда. В сентябре того же года основал Слуцкую Белорусскую гимназию и стал её директором.
Островский выступил против Октябрьской революции 1917 года. Был делегатом Первого Всебелорусского съезда, выступал за белорусскую независимость в прессе. Съезд признал право белорусского народа на самоопределение и демократическую форму правления. Во время его проведения выявились серьёзные расхождения в мировоззрении и политических взглядах его участников. Ночью 17 декабря 1917 года здание съезда было окружено вооружёнными красногвардейцами, организаторы съезда были арестованы, сам съезд был объявлен распущенным.
Служил в белой армии Деникина.
В ноябре 1920, в Турове, Булак-Балахович объявил, что не признаёт эмигрантского правительства Вацлава Ластовского в Ковно и большевистского ревкома А. Червяка (Червякова) в Минске, а Белорусский Политический Комитет был преобразован в правительство Белоруссии. В новом правительстве Островский был назначен Министром просвещения.
Участвовал в Слуцком восстании 1920 года.

## В Западной Беларуси
В 1921 году переехал в Вильно. С 1924 по 1936 годы работал директором Виленской гимназии. Во второй половине 1920-х годов резко изменил свои политические взгляды. В феврале 1924 стал инициатором создания проправительственного пропагандистского Польско-Белорусского Товарищества. После его распада в том же году сотрудничал с Белорусской коммунистической партией (большевиков) и с Коммунистической партией Западной Беларуси, курировал подпольный комсомол в своей гимназии.
С 1925 по 1926 годы был заместителем председателя Белорусской Крестьянско-Рабочей Громады, председателем Товарищества белорусской школы и директором Белорусского кооперативного банка в Вильне, через который проходили средства на финансирование Громады. В 1926 году вступил в Коммунистическую партию Западной Беларуси, был арестован польскими властями, но оправдан на судебном процессе против Громады.
В 1928 году Островский снова изменил свои взгляды, выступив в поддержку за сотрудничество с польским правительством, вследствие чего настроил против себя многих деятелей Западно-Белорусского национального движения. В мае 1934 — декабре 1935 годов они провели над ним общественный суд.
В 1934 году избран депутатом Сейма Польши. Во второй половине 1930-х годов под псевдонимом «Эра» публиковал статьи в различных белорусских книгах-календарях и в газете «Родной край». В 1936 году был вынужден оставить Вильну и переехать в Лодзь.

## После начала Великой Отечественной войны

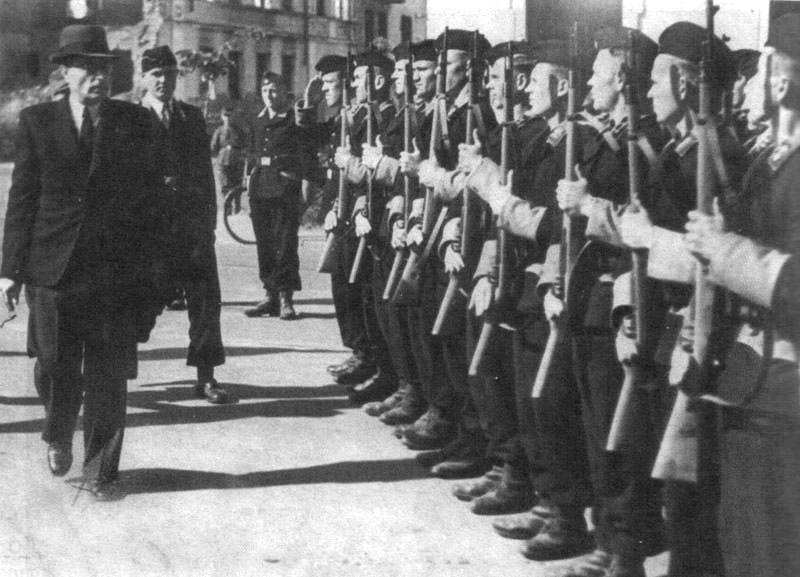
Радослав Островский осматривает строй сотрудников вспомогательной полиции (1942 или 1943)

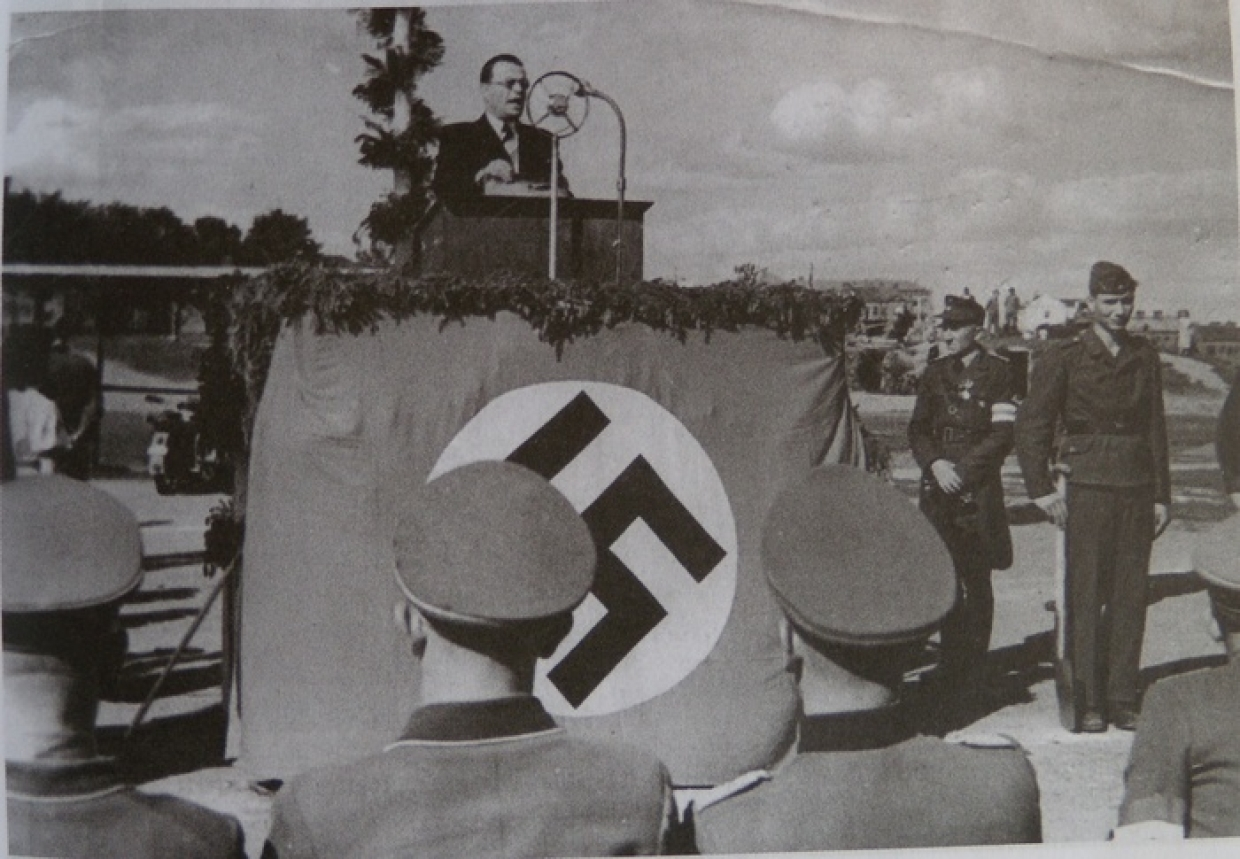
Радослав Островский выступает на митинге, 1944

После начала военного конфликта между Германией и СССР, Радослав Островский сменил взгляды на крайне националистические и осенью 1941 года приехал в оккупированный Вермахтом Минск, там он исполнял обязанности руководителя окружной управы. Создал администрации в Брянске, Смоленске и Могилёве, работал в этих городах бургомистром.
Был ярым сторонником присоединения Брянска к новосозданной Беларуси, совместно с Михаилом Витушко и Дмитрием Космовичем он вёл дискуссии с генералом Власовым на предмет того, кому должны принадлежать территории вокруг Смоленска и Брянска — национальной Белоруссии или национальной России. Каждый отстаивал свою точку зрения.
В 1943 году был назначен председателем Белорусской рады доверия, созданной оккупационными властями при генеральном комиссариате в Минске.

## Президент Белорусской центральной рады
После убийства генерального комиссара Вильгельма Кубе, стал одним из инициаторов создания Белорусской центральной рады как марионеточного правительства коллаборационистской администрации. В 1943 стал её президентом. Сформировал армию БЦР — Белорусскую Краевую Оборону (БКА), командовать которой был назначен Франц Кушель.
Стал одним из организаторов Второго Всебелорусского конгресса в ходе которого утверждался как глава БЦР. В рамках принятой делегатами резолюции Второй Всебелорусский конгресс провозгласил себя «полноправным и высшим представителем белорусского народа», выразив непризнание БССР как формы белорусской государственности и объявив неправомочными решения касавшиеся белорусских территорий. В завершение заседания делегаты единогласно приняли резолюцию Второго Всебелорусского конгресса которая подтверждала независимость провозглашённой 25 марта 1918 года Белорусской Народной Республики, а Белорусскую центральную раду объявляла правопреемницей Рады БНР.

В своём выступлении Островский заявил: 
«К сожалению люди, имея свободу воли, этим правом не дорожат. В течение всей истории человечества происходит периодическое физическое уничтожение людей. К счастью никакая сила ещё не сумела уничтожить человеческую мысль. Дух человека, а тем более дух народа с его наивысшим идеалом — бессмертный и непобедимый. Можно при помощи физической силы совершать насилие и несправедливость, можно определённое время издеваться и обижать невинных, но рано или поздно правда побеждает и справедливость начинает торжествовать всевластно».
Как писал один из наблюдавших конгресс, на нём было провозглашено немного: помимо объявления БЦР правопреемником Рады БНР, был сделан обзор истории Беларуси с различными обвинениями в адрес Польши и СССР, в то время как о настоящем положении Беларуси и её возможном будущем ничего конкретного сказано не было; единственное, чем отличился конгресс, было стремление выступавших занести антисемитизм в доктрину белорусского национализма. После конгресса Островский и БЦР скоро покинули Беларусь, продолжив работу в Германии в подчинении Остминистериуму Розенберга.
Островский и его сподвижники поддерживали Холокост, но их личное участие в нём было сравнительно небольшим.

## Послевоенные годы
После войны проживал в эмиграции. Сначала в ФРГ в городе Лангенфельд, с 1956 года — в США в городе Саут-Ривер. Входил в руководство Антибольшевистского блока народов. Активно участвовал в жизни белорусской диаспоры. Был главным идеологом БЦР как легитимного белорусского правительства в изгнании, отрицал такой статус у Рады БНР.
Умер 17 октября 1976 года в Бентон-Харбор (штат Мичиган, США). Похоронен на белорусском кладбище в Саут-Ривере штата Нью-Джерси